# BNC

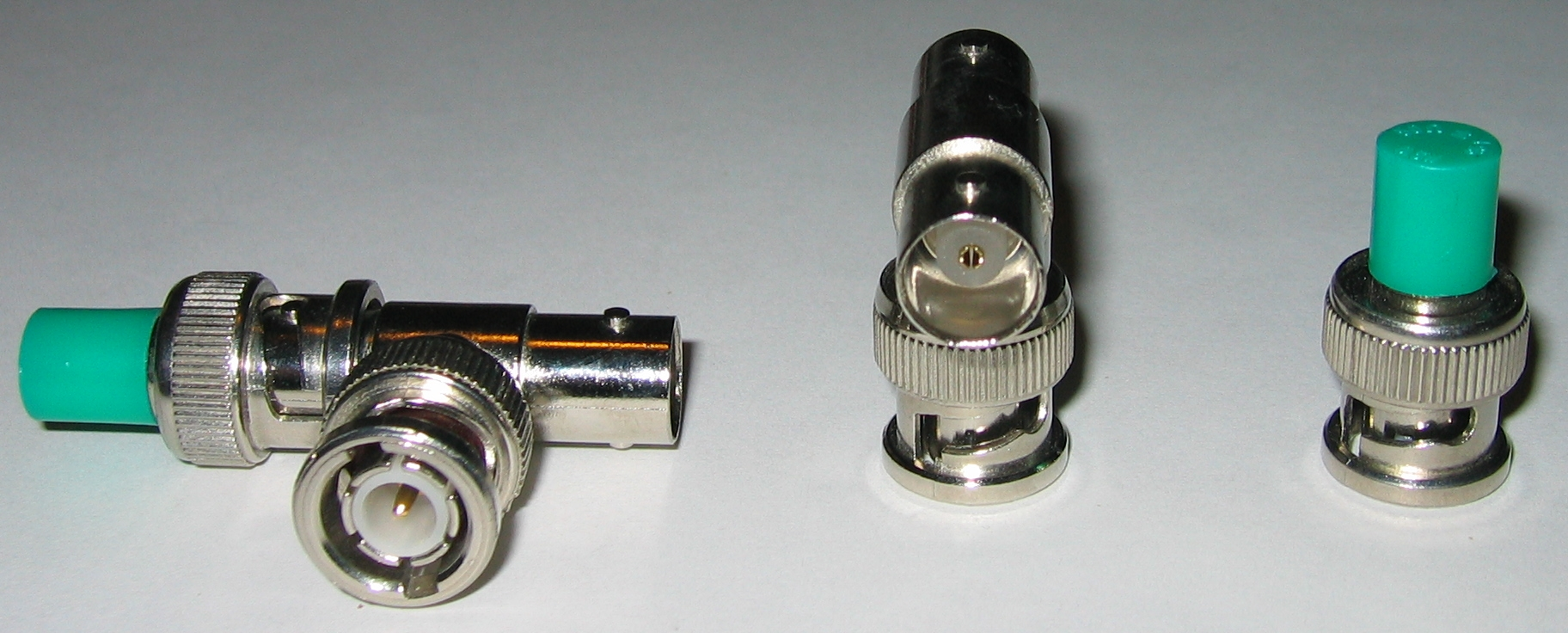
Conectores BNC

BNC ou conector Bayonet Neill Concelman, (também conhecido no Brasil erroneamente por British Naval Connector) é um conector para cabos coaxiais tipo RG-58 e RG-59, em aplicações de RF que necessitam de um conector rápido, apto para UHFe de impedância constante. Muito utilizado em equipamentos de rádio de baixa frequência, equipamentos de CFTV e em instrumentos de medição.
Foi também muito utilizado nas primeiras redes Ethernet, nos anos da década de 1980, mas acabaram substituídos nessa aplicação, junto com os cabos coaxiais, pelos conectores RJ45 para cabos UTP.

## Historia

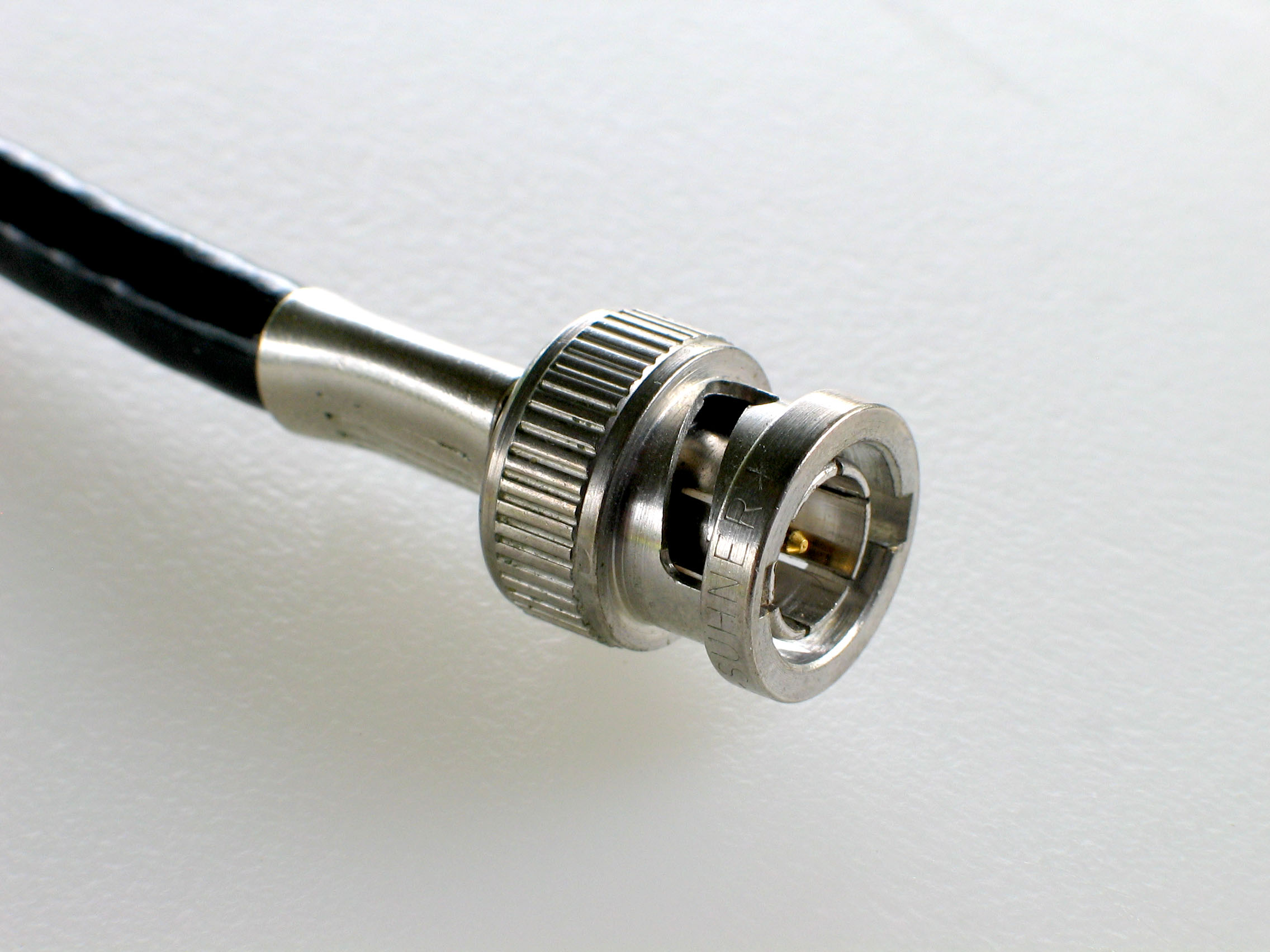
Detalhe da guia do pino

O conector recebeu o nome por sua trava tipo baioneta, um pequeno pino transversal que se encaixa numa guia. Leva também o nome de seus inventores, Paul Neill, dos Laboratórios Bell, que foi também o inventor do conector N, e de  Carl Concelman, da empresa Amphenol, e também inventor do conector C. As bases teóricas para o desenvolvimento do conector BNC se baseiam no trabalho de  Octavio M. Salati, graduando da Universidade da Pensilvania.
Foram recriados muitos significados incorretos para o acrônimo BNC, como : Baby Neill-Concelman,Baby N connector, British Naval Connector e  Bayonet Nut Connector.

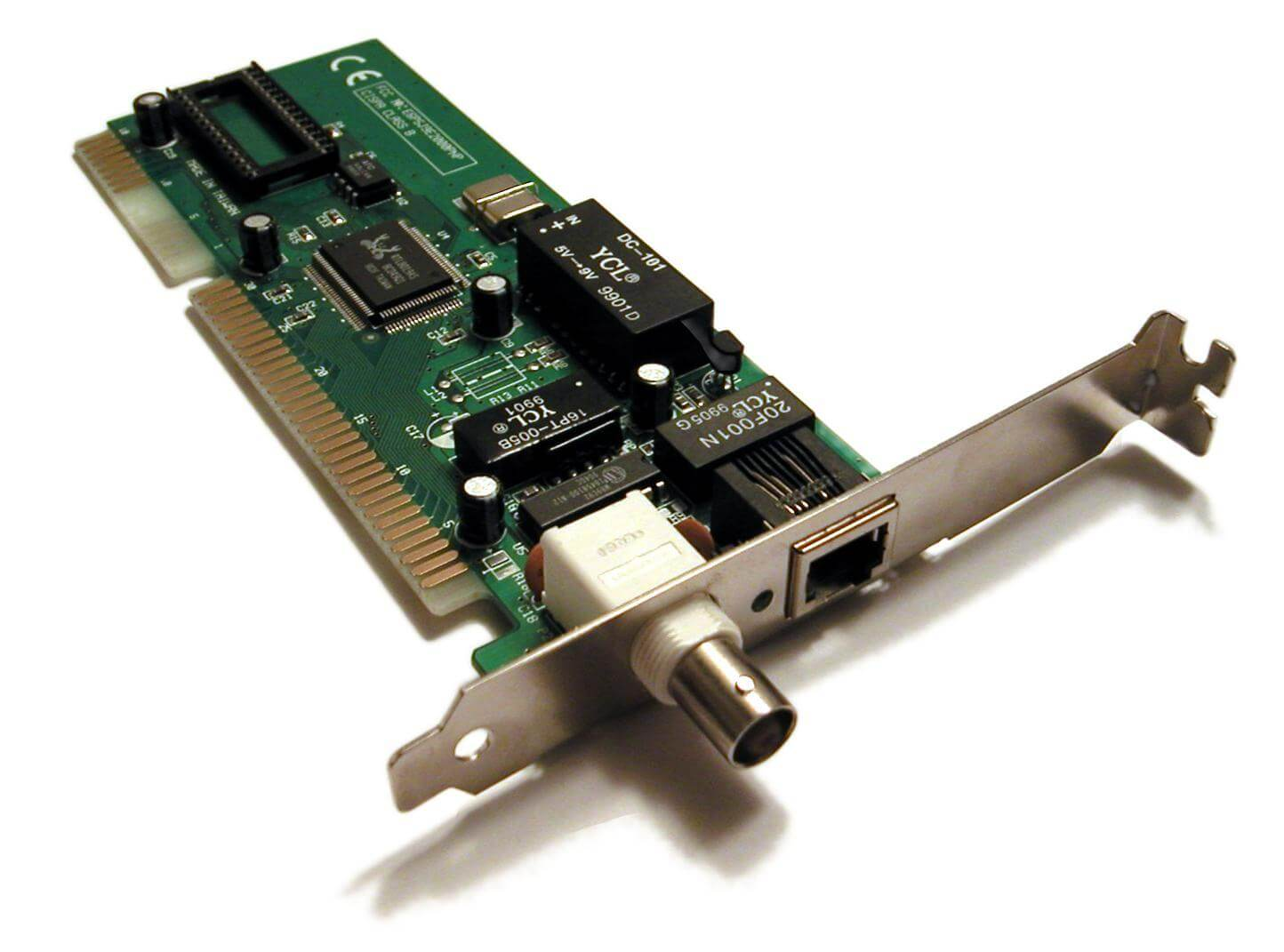
Placa de rede antiga, com saída para conetor BNC

## Outros conectores
- Conector DB
- Conector DIN
- Conector RCA
- Conector XLR
- Conector UHF
- Conector N